# Get Up (I Feel Like Being a) Sex Machine
"Get Up (I Feel Like Being a) Sex Machine" é uma canção gravada por James Brown com Bobby Byrd nos backing vocals. Lançada como single de duas partes em 1970,{{carece de fontes|data=abril de 2021 alcançou o número 2 da parada R&B e número 15 da parada Billboard Hot 100.
Em 2004, "Sex Machine" foi classificada como número 326 na lista das 500 melhores canções de todos os tempos da Revista Rolling Stone.

## Análise
"Sex Machine" foi uma das primeiras canções que Brown gravou com sua nova banda, os The J.B.'s. Em comparação com os outros sucessos funk de Brown dos anos 1960 tais como "Papa's Got a Brand New Bag", a inexperiente sessão de sopro da banda tem uma participação relativamente menor. Ao contrário, a canção se centra nos insistentes riffs tocados pelos irmãos Bootsy e Catfish Collins no baixo e na  guitarra e Jabo Starks na bateria, juntamente com a interação chamada e resposta entre os vocais de  Brown e Byrd, que consiste, na maior parte, em exortações "get up / stay on the scene / like a sex machine". Durante as passagens finais dos vocais  Brown e Byrd começam a cantar o refrão do clássico do blues de Elmore James, "Shake Your Moneymaker".
A versão original do single de "Sex Machine" — gravado, como muitos outros sucessos de Brown, em apenas dois takes — começa com um diálogo falado entre  Brown e sua banda que foi recriado com pequenas variações em apresentações ao vivo:
Fellas, I'm ready to get up and do my thing! (Yeah! That's right! Do it!) I want to get into it, man, you know? (Go ahead! Yeah!) Like a, like a sex machine, man, (Yeah!) movin', doin' it, y'know? (Yeah!) Can I count it off? (Okay! Alright!) One, two, three, four!

## Músicos
- James Brown – vocais, piano

com os The JB's:
- Clayton "Chicken" Gunnells – trompete
- Darryl "Hassan" Jamison – trompete
- Robert McCollough – saxofone tenor
- Bobby Byrd – orgão, vocal
- Phelps "Catfish" Collins – guitarra
- William "Bootsy" Collins – baixo
- John "Jabo" Starks – bateria[4]

## Posição nas paradas
| Parada (1970)                                  | Pico |
| ---------------------------------------------- | ---- |
| Bélgica (Ultratop 50 de Flandres)              | 4    |
| O campo songid é OBRIGATÓRIO PARA PARADA ALEMÃ | 29   |
| Países Baixos (Dutch Top 40)                   | 8    |
| Países Baixos (Single Top 100)                 | 7    |
| Reino Unido (UK Singles Chart)                 | 32   |
| US Billboard Best Selling Soul Singles         | 2    |
| US Billboard Hot 100                           | 15   |
| US Cash Box                                    | 17   |
| US Record World                                | 17   |

## Outras gravações
Brown voltaria a regravar "Sex Machine" diversas vezes, além da versão original do single:
- Uma foi feita em 1970 para seu álbum Sex Machine. Com mais de 10 minutos de duração, inclui reverb e overdubs com som de plateia destinados a esconder a verdadeira fonte que era o estúdio. Uma versão desta gravação sem overdubs aparece na compilação de 1996 Funk Power 1970: A Brand New Thang.
- Outra, que foi lançada em 1975, apresenta um novo arranjo instrumental e letra com alvo nas plateias da disco. Próxima de 12 minutos de duração, foi lançada em single de duas partes e aparece no álbum Sex Machine Today. Embora tenha recebido duras críticas — Robert Christgau escreveu que "se você possui outra versão de 'Sex Machine' você possui uma versão melhor"[11] — alcançou o número 16 da parada R&B.
- Em 1993, Brown cantou outra versão que foi lançada em colaboração com o patrocinador Nissin Miso Soup.[12]

"Sex Machine" permaneceu no repertório nos shows de Brown até o fim de sua carreira. Apresentações ao vivo da canção aparecem nos álbuns  Revolution of the Mind: Live at the Apollo, Volume III (1971), Hot on the One (1980), Live in New York (1981), Love Power Peace (1992) e Live at the Apollo 1995.
| Parada (1975)                 | Pico |
| ----------------------------- | ---- |
| US Billboard Hot 100          | 61   |
| US Billboard Hot Soul Singles | 16   |

| Parada (1985)                  | Pico |
| ------------------------------ | ---- |
| Reino Unido (UK Singles Chart) | 47   |

| Parada (1986)                     | Pico |
| --------------------------------- | ---- |
| Bélgica (Ultratop 50 de Flandres) | 34   |
| Reino Unido (UK Singles Chart)    | 46   |

| Parada (1991)                  | Pico |
| ------------------------------ | ---- |
| Reino Unido (UK Singles Chart) | 69   |

| Parada (1975)                 | Pico |
| ----------------------------- | ---- |
| US Billboard Hot 100          | 61   |
| US Billboard Hot Soul Singles | 16   |

| Parada (1985)                  | Pico |
| ------------------------------ | ---- |
| Reino Unido (UK Singles Chart) | 47   |

| Parada (1986)                     | Pico |
| --------------------------------- | ---- |
| Bélgica (Ultratop 50 de Flandres) | 34   |
| Reino Unido (UK Singles Chart)    | 46   |

| Parada (1991)                  | Pico |
| ------------------------------ | ---- |
| Reino Unido (UK Singles Chart) | 69   |

| - The Flying Lizards gravou uma cover de "Sex Machine" em 1984, que aparece no álbum Top Ten. - Em 1986 o músico japonês Haruomi Hosono e sua banda F.O.E. gravaram versões vocais e instrmentais de "Sex Machine" para seu álbum F.O.E. #1: Sex, Energy and Star. A versão instrumental apresenta um solo do saxofonista Maceo Parker. - Outra cover de 1986 foi a do grupo de hip hop The Fat Boys para o álbum Big & Beautiful. - A banda australiana New Waver gravou uma paródia da canção com o título de "Gene Machine" para seu álbum de 1994 Aspects of Loserdom. - O comediante alemão e músico de jazz Helge Schneider gravou uma versão da canção para seu álbum de 1995 Es rappelt im Karton. - A cantora de R&B Mýa gravou um single da canção para a trilha sonora do filme 2001 Legalmente Loira. - A banda de rock Widespread Panic fez sua versão cover da canção em seu álbum ao vivo de 2004 Jackassolantern. - "Get Up (I Feel Like Being a) Sex Machine" apareceu em inúmeros filmes, incluindo Cidade de Deus, Twisted, Legalmente Loira, Lock, Stock and Two Smoking Barrels, Friday e The Tuxedo (na qual é cantada por Jackie Chan). Também foi usada no episódio da sitcom Scrubs, no piloto do programa de TV Zoo e em comerciais de TV para produtos da Renault (Clio) e Krups Nescafe Dolce Gusto. A canção também aparece no comercial da BMW Beat the Devil estrelando o próprio James Brown, bem como no comercial da Pontiac. - A canção também presente no filme japonês de 2003 Get Up!, uma comédia sobre um gângster da yakuza obcecado por James Brown. O título do filme (que foi transliterado para o língua japonesa como Geroppa!) é tirado da letra da música. - O show britânico satírico de fantoches Spitting Image termina um dos episódios com uma versão ópera da canção, estrelando Luciano Pavarotti. - A canção é aludida em "The Crunge" do Led Zeppelin. - A canção também inspira o título do filme biográfico de James Brown de 2014 Get on Up, estrelando Chadwick Boseman como o cantor. 1. 2. 3. 4. 5. 6. 7. 8. 9. 10. 11. 12. 13. 14. 15. 16. - Song Review at AllMusic - Lista de canções que samplearam "Get Up (I Feel Like Being a) Sex Machine" no Whosampled.com - Lista de canções que samplearam "Get Up (I Feel Like Being a) Sex Machine" no The-Breaks.com |